# Domadice

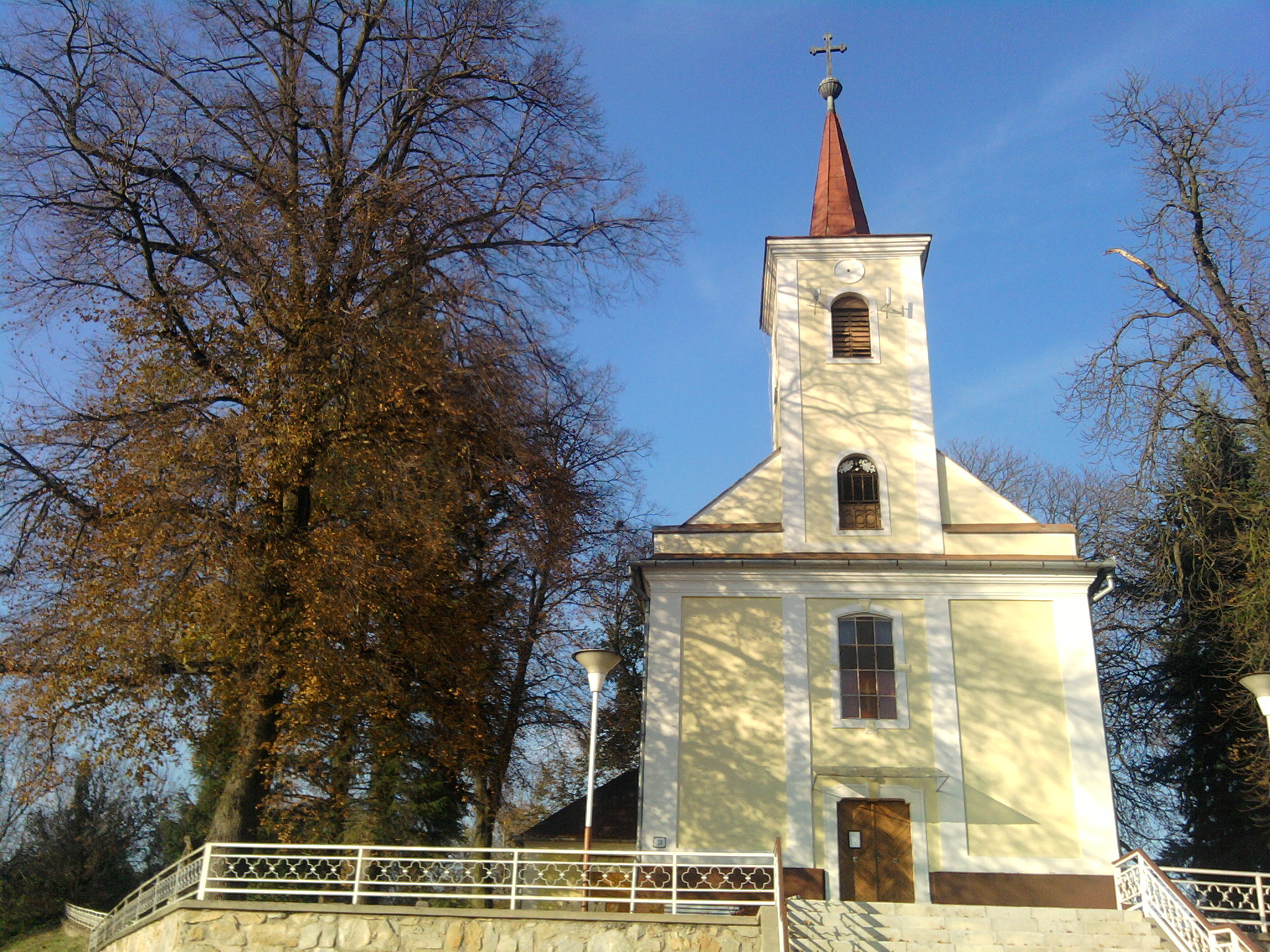
Kirche (2010)

Domadice (ungarisch Dalmad) liegt in der Slowakei im Bezirk Levice.

## Geschichte
Diese Siedlung wurde erstmals 1138 urkundlich erwähnt.
Die Siedlung gehörte dem bekannten Adelsgeschlecht Dalmady de Dalmad. Laut Urbarium von 1767 gehörte die Siedlung den Adelsgeschlechtern Halácsy, Bottlik, Pomothy, Bodonyi, Dalmady, Sántha, Sembery, Lehoczky und Szabadhegyi.

## Bevölkerung
| Jahr                | 1994 | 2004     | 2014    | 2024    |
| ------------------- | ---- | -------- | ------- | ------- |
| Anzahl der Personen | 306  | 241      | 249     | 236     |
| Unterschied         |      | −21,24 % | +3,31 % | −5,22 % |

| Jahr                | 2023 | 2024    |
| ------------------- | ---- | ------- |
| Anzahl der Personen | 241  | 236     |
| Unterschied         |      | −2,07 % |

## Baudenkmale
In der Liste der denkmalgeschützten Objekte in Domadice ist als einziges Baudenkmal ein Brunnen mit Pferdeantrieb aufgeführt.